# Kornat
Kornat (italienska: Incoronata) är en ö i Adriatiska havet tillhörande Kroatien. Med en yta på 32,44 km2 är Kornat den 16:e största ön i Kroatien och den största ön i Kornatiarkipelagen. Den är en del av nationalparken Kornati som består av totalt 89 öar, holmar och skär.
Enligt folkräkningen 2011 har ön 19 invånare men det finns inga permanenta bosättningar på Kornat. Öns kustlinje är 68,79 km lång.